# Gregory Mayer
Pour les articles homonymes, voir Mayer.
Gregory Mayer, né le 22 avril 1992, est un coureur cycliste mauricien.

## Palmarès
- 2006
  - 3e du championnat de Maurice du contre-la-montre
- 2023
  -  Champion d'Afrique du contre-la-montre par équipes mixtes